# Энгхольм, Бьёрн
Бьёрн Э́нгхольм (нем. Björn Engholm; род. 9 ноября 1939, Любек) — немецкий политик, член партии СДПГ, занимавший посты министра образования и (короткий период времени) министра сельского хозяйства.
В 1987 году на волне политического скандала с «делом Баршеля» был избран премьер-министром федеральной земли Шлезвиг-Гольштейн.
В 1991 году Энгхольм становится председателем СДПГ. Хотя Энгхольм был популярен среди электората, в 1993 году он был вынужден оставить все свои посты и подать в отставку. Повторное расследование «дела Баршеля» выявило определённые несоответствия в свидетельских показаниях Энгхольма.
Женат на художнице Барбаре Энгхольм.